# Салехардський міський округ
Салеха́рдський міський округ (рос. Салехардский городской округн) — адміністративна одиниця Ямало-Ненецького автономного округу Російської Федерації.
Адміністративний центр — місто Салехард.

## Населення
Населення району становить 49502 особи (2018; 42845 у 2010, 37035 у 2002).

## Склад
До складу міського округу входять:
| Населений пункт | Населення, осіб (2002) | Населення, осіб (2010) |
| --------------- | ---------------------- | ---------------------- |
| Пельвож, селище | 208                    | 301                    |
| Салехард, місто | 36827                  | 42544                  |